# 웨스트월드 (드라마)
《웨스트월드》(영어: Westworld)는 HBO에서 2016년 10월부터 2022년 8월까지 방영된 미국의 디스토피아 공상 과학, 서부극 드라마이다. 소설가 마이클 크라이튼이 각본·제작을 맡은 1973년 동명의 영화를 바탕으로, 조너선 놀런 & 리사 조이 부부가 창작했다. J. J. 에이브럼스, 브라이언 버크, 제리 와인트라우브는 놀런, 조이와 함께 제작책임자로 참여했다. 열 개의 에피소드로 구성된 시즌 1은 2016년 10월 2일에 첫 방영되었고, 2016년 12월 4일 종영했다. 2016년 11월, HBO는 2018년 방영을 앞둔 열 개의 에피소드로 구성된 시즌 2의 방영 계획을 발표했다.
《웨스트월드》는 기술적으로 진보된 서부극 무대 유원지인 웨스트월드(Westworld)를 배경으로 하며, 이곳은 "호스트(hosts)"라고 불리는 안드로이드로 구성되어 있다. '웨스트월드'는 호스트로부터의 보복을 두려워하지 않고 공원 내에서 무엇이든 할 수 있는 "신규 이민자(newcomers)"(또는 "손님(guests)")라고 불리는 고소득 방문객들을 대상으로 한다.
이 시리즈는 2014년 《트루 디텍티브》의 첫 에피소드 초연 이후 HBO 방송 사상 최고 시청률을 기록했다. 그리고 《웨스트월드》는 HBO 오리지널 시리즈 중 가장 많이 본 첫 시즌으로 선정되었다. 《웨스트월드》는 비평가들의 긍정적인 평가를 받았으며 시각, 스토리, 그리고 연기에 특히 호평을 얻었다.

## 배역
- 에번 레이철 우드 - 돌로레스 애버나시 역
- 탠디 뉴턴 - 메이브 밀레이 역
- 에드 해리스 - 맨 인 블랙 역
- 앤서니 홉킨스 - 로버트 포드 역
- 제프리 라이트 - 버나드 로우 역
- 제임스 마즈든 - 테디 플루드 역
- 지미 심프슨 - 윌리엄 역
- 테사 톰프슨 - 샬럿 헤일 역
- 호드리구 산토루 - 헥터 에스카턴 역
- 시세 바베트 크누센 - 테레사 컬런 역
- 섀넌 우드워드 - 엘시 휴스 역
- 앤절라 새러피언 - 클레멘타인 페니피더 역
- 잉리드 볼쇠 베르달 - 아미스티스 역
- 벤 반스 - 로건 델로스 역
- 루크 헴스워스 - 애슐리 스텁스 역
- 루이스 허섬 - 피터 애버나시 역
- 털룰라 라일리 - 앤절라 역
- 클리프턴 콜린스 주니어 - 로렌스 역